# Tsinjoarivo

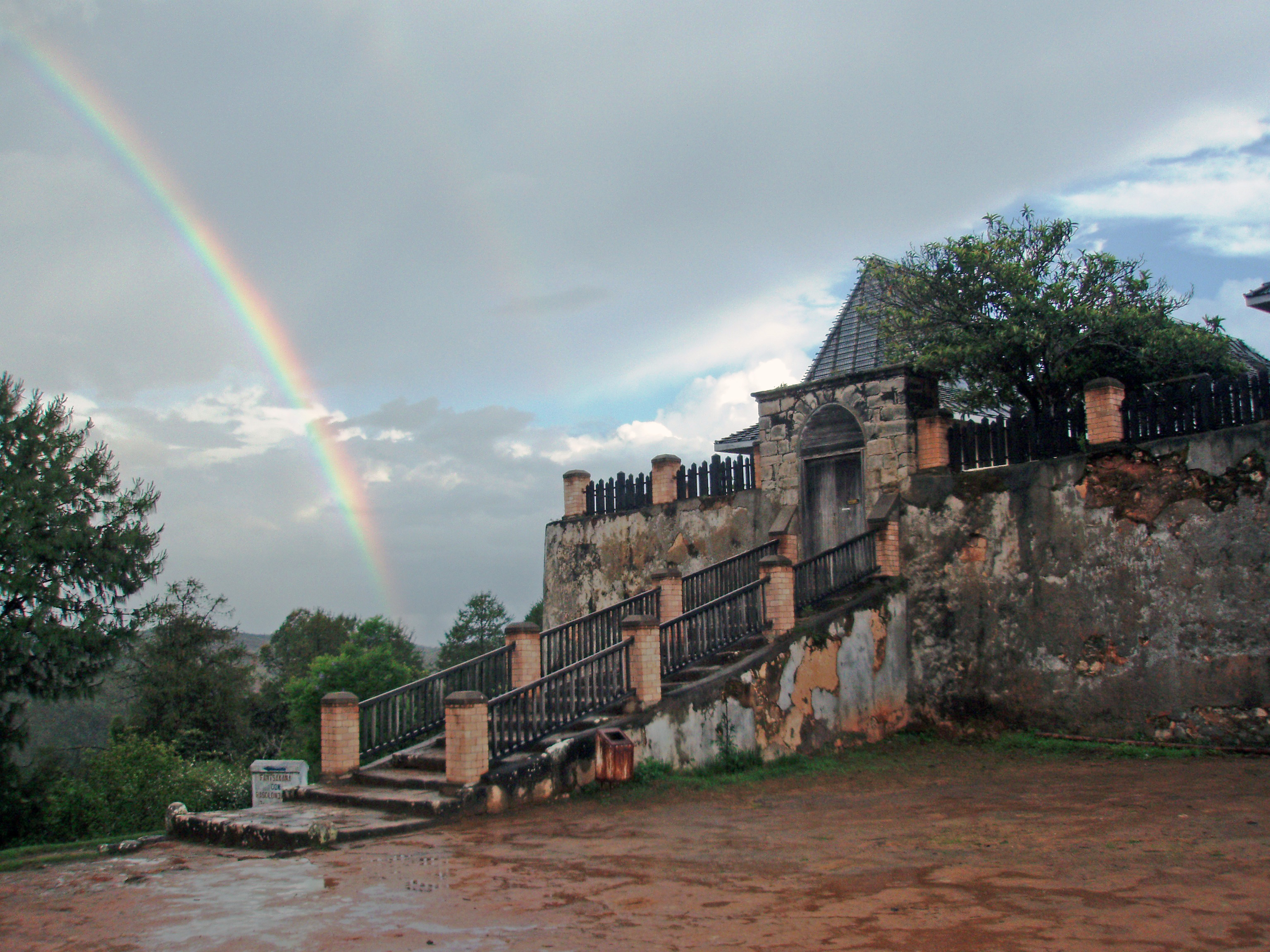
Rova din Tsinjoarivo

Tsinjoarivo este o comună rurală din Madagascar. Este situată în Districtul Ambatolampy, care se află în Regiunea Vakinankaratra, și este alăturată de râul Onive. Populația comunei a fost estimată la aproximativ 20.000 de locuitori în  recensământul comunei din 2001. It is situated at a distance of 45 km from Ambatolampy.
14 sate aparțin acestei comune.
Învățământul primar și secundar sunt disponibile în oraș. 99% din populația comunei sunt fermieri. Cea mai importantă cultură este orezul în timp ce alte produse importante sunt fasolea, porumbul, maniocul și cartofii. Serviciile asigură locuri de muncă pentru 1% din populație.
Datorită valorii sale culturale universale remarcabile, orașul, împreună cu asociatul său rova, a fost adăugat pe lista tentativă UNESCO a Patrimoniului Mondial din Madagascar la 14 noiembrie 1997, în categoria culturală.
Cascade notabile sunt situate de-a lungul râului Onive pe partea de sud-vest a orașului. Au o înălțime de 50m.

## Arii protejate
Aria protejată Tsinjoarivo-Ambalaomby (sau pădurea Tsinjoarivo-Ambalaomby).

## Minerit
Există o activitate artizanală de exploatare a aurului în această comună. De asemenea, pot fi găsite unele safire.